# Dick Tracy Returns

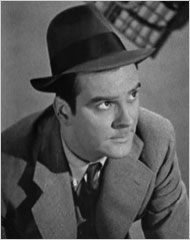
Ralph Byrd, ator que interpretou Dick Tracy em vários seriados da Republic.

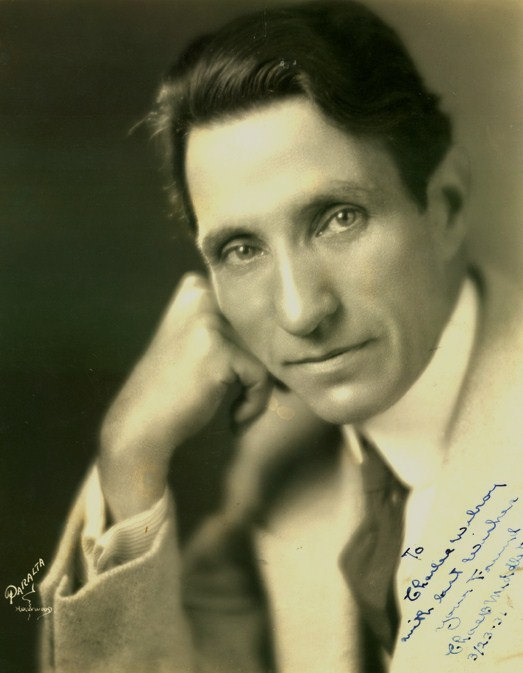
Charles Middleton, que interpreta o personagem Pa Stark, baseado no criminoso real Ma Barker.

Dick Tracy Returns é um seriado estadunidense de 1938, gênero policial, dirigido por William Witney e John English, em 15 capítulos, estrelado por Ralph Byrd, Lynne Roberts e Charles B. Middleton. O seriado foi produzido e distribuído pela Republic Pictures, veiculando nos cinemas estadunidenses a partir de 20 de agosto de 1938.
Foi o 11º dos 66 seriados produzidos pela Republic Pictures, e foi baseado no personagem Dick Tracy das histórias em quadrinhos, criado por Chester Gould. Apresenta-se como uma sequência do seriado Dick Tracy, seriado produzido pela Republic em 1937, com o mesmo ator, Ralph Byrd, personificando Tracy. Foi bem-sucedido o suficiente para que fossem produzidas mais duas seqüências em forma de seriado, em 1939, Dick Tracy's G-Men, e em 1941, Dick Tracy vs. Crime, Inc., e Byrd tornou-se tão ligado ao personagem que foi o ator de outros filmes subseqüentes sobre Tracy.
Este seriado narra os esforços de Tracy para capturar a gangue de Pa Stark (Charles B. Middleton). Pa Stark foi baseado no criminoso da vida real Ma Barker.

## Elenco
- Ralph Byrd … Dick Tracy
- Lynne Roberts … Gwen Andrews
- Charles Middleton … Pa Stark.
- Jerry Tucker … Junior
- David Sharpe … Agente Ron Merton
- Lee Ford … Mike McGurk
- Michael Kent … Agente Steve Lockwood
- John Merton … Champ Stark
- Raphael Bennett … Trigger Stark
- Jack Roberts … Dude Stark
- Ned Glass … Kid Stark
- Jack Ingram … Slasher Stark
- J. P. McGowan ... Kruger
- Monte Montague	 ...	Sam (não-creditado)

## Produção
Dick Tracy Returns foi orçado em $156,991, mas teve o custo final de $170,940. Foi o seriado mais caro da Republic em 1938, e o mais caro até The Lone Ranger Rides Again, em 1939. Foi o segundo seriado mais caro dos 4 produzidos sobre Dick Tracy (o mais caro foi o último, Dick Tracy vs. Crime, Inc., que custou $175,919).
Foi filmado entre 10 de junho de 18 de julho de 1938, sob o título provisório de Return of Dick Tracy, e foi a produção nº 791.
Como nos outros três seriados da Republic, Tracy é retratado como um agente do FBI da costa oeste dos Estados Unidos, ao invés do detetive de polícia local de uma grande cidade do centro-oeste dos quadrinhos originais.
Este seriado, como todas as seqüências do original de 1937 sobre Dick Tracy, foi autorizado por uma interpretação do contrato original, que permitiu uma “série ou seriado”. Portanto, Chester Gould não teve seus direitos pagos novamente para a sua produção.
Este foi um dos dois seriados de 15 capítulos da Republic em 1938 (com The Lone Ranger). Os outros dois foram com 12 capítulos.

### Efeitos especiais
Os efeitos especiais foram criados pelos Lydecker brothers.

### Dublês
- Earle D. Bunn
- Yakima Canutt
- George DeNormand … Dick Tracy (dublando Ralph Byrd)
- Duke Green
- George Magrill
- Eddie Parker
- Allen Pomeroy
- Loren Riebe
- Ted Wells
- Bud Wolfe

## Lançamento

### Cinema
O lançamento oficial de Dick Tracy Returns' é datado de 20 de agosto de 1938, apesar de essa ser a data de disponibilização do sétimo capítulo do seriado.
O seriado foi relançado em 17 de julho de 1948, entre o relançamento de Dangers of the Canadian Mounted e Adventures of Frank and Jesse James.

## Recepção crítica
Cline afirma que os seriados de Dick Tracy foram “insuperáveis no campo de ação”, acrescentando que “em qualquer lista de seriados lançados depois de 1930, os quatro seriados de Dick Tracy da Republic destacam-se como clássicos de suspense policial, e serviram de modelo para muitos outros a seguir”.

## Capítulos
1. The Sky Wreckers (29min 51s)
2. The Runway of Death (16min 34s)
3. Handcuffed to Doom (16min 20s)
4. Four Seconds to Live (15min 39s)
5. Death in the Air (16min 35s)
6. Stolen Secrets (15min 23s)
7. Tower of Death (14min 34s)
8. Cargo of Destruction (16min 12s)
9. The Clock of Doom (16min 4s)
10. High Voltage (16min 15s)
11. The Kidnapped Witness/ The Missing Witness (15min 45s)[6]
12. The Runaway Torpedo (15min 33s)
13. Passengers to Doom (16min 19s)
14. In the Hands of the Enemy (16min 30s)
15. G-Men's Drag-Net (16min 24s)

Fonte: